# 103

103(백삼)은 102보다 크고 104보다 작은 자연수다.

## 수학
- 27번째 소수(素數)다. 앞의 소수는 쌍둥이 소수인 101, 다음 소수는 107이다.
  - 베르누이 수의 분자 {\displaystyle B_{24}}를 나눌 수 있는 비정규 소수다.
- {\displaystyle 46^{3}-1}은 103으로 나누어떨어진다.

## 과학·기술
- 로렌슘(Lr)의 원자번호.
- NGC 103: 카시오페이아자리 방향에 있는 산개성단.
- 메시에 103: 카시오페이아자리 방향에 있는 산개성단.
- HTTP 103 (Early Hints)

## 교통

### 철도
- 수도권 전철 1호선 동두천중앙역의 역번호.
- 부산 도시철도 1호선 당리역의 역번호.
- 대전 도시철도 1호선 대동역의 역번호.
- 광주 도시철도 1호선 남광주역의 역번호.
- 대구 도시철도 1호선은 103번 역이 없고, 115번부터 시작한다.

### 도로
- 고속도로
  - 아우토반 103호선: 베를린 관내를 관통하는 독일의 고속도로.
  - 오토루트 103호선: 프랑스의 고속도로 오토루트 3호선의 지선도로.
- 국도 제103호선
  - 일본 103번 국도: 아오모리현 아오모리시에서 아키타현 오다테시까지 이어지는 일본의 국도.
  - 중국 103번 국도
  - 인도 103번 국도
- 기타 도로
  - 현도 제103호선

## 군사
- U-103: 독일의 군용 잠수함. 제1차 세계 대전에 사용된 1917년제 모델(영어판)과 제2차 세계 대전에 사용된 1940년제 모델(영어판)이 있다.

## 문화유산
- 대한민국의 국보 제103호: 광양 중흥산성 쌍사자 석등
- 대한민국의 보물 제103호: 서산 보원사지 당간지주
- 대한민국의 사적 제103호: 부안 구암리 지석묘군

## 방송
- 스카이라이프의 미국 디스커버리 동물 방송국인 애니멀 플래닛 채널 번호.
- 지니 TV의 엠플렉스 채널 번호.
- U+ TV의 SPOTV 골프앤헬스 채널 번호.
- LG헬로비전의 SBS 골프 2 채널 번호.
- KT HCN의 TV아시아 플러스 채널 번호.

## 기타
- 날짜: 1월 3일, 10월 3일
- 연도: 103년, 기원전 103년
- 팬암 103편 납치 폭파 사건
- 색종이를 103번 반으로 접으면 관측 가능한 우주보다 더 넓어질 수 있다. 물론 이론상으로만 가능하다.